# فلبوس حرشفي
فلبوس حرشفي (الاسم العلمي: Phyllobius squamosus) هو نوع من الحشرات يتبع جنس الفلبوس من فصيلة السوسية الحقيقية.